# Emma (1960)
Emma é uma série britânica da BBC, produzida para a TV em 1960, em 6 episódios. Usando como base o romance homônimo de Jane Austen, a série foi dirigida por Campbell Logan e estrelada por Diana Fairfax e Paul Daneman, nos papéis de Emma e George Knightley.

## Elenco
- Diana Fairfax… Emma Woodhouse
- Paul Daneman… George Knightley
- Perlita Neilson… Harriet Smith
- Leslie French… Mr. Woodhouse
- Thea Holme… Mrs. Weston
- Philip Ray… Mr. Weston
- Gillian Lind… Miss Bates
- Petra Davies… Jane Fairfax
- David McCallum… Frank Churchill
- Philip Howard… Footman at Hartfield
- Raymond Young… Mr. Elton
- May Hallatt… Mrs. Bates
- David Cole… Robert Martin
- Georgina Cookson… Mrs. Elton

## Sinopse
Emma é uma jovem e rica mulher que não pretende se casar, e que passa o tempo manipulando as pessoas para que encontrem o casamento mais apropriado. Seu único crítico é um vizinho, George Knightley, irmão do marido da irmã mais velha de Emma.
Ao longo da história, Emma comete vários enganos, e interpreta erroneamente as pretensões e desejos alheios, causando muitos dissabores para os que vivem ao seu redor, até que, finalmente, percebe a si mesma apaixonada. Quando a amiga Harriet, vítima de suas manipulações e conspirações, demonstra repentinamente interesse por George, Emma, através do ciúme, se descobre apaixonada por ele.